# Duše (hudba)

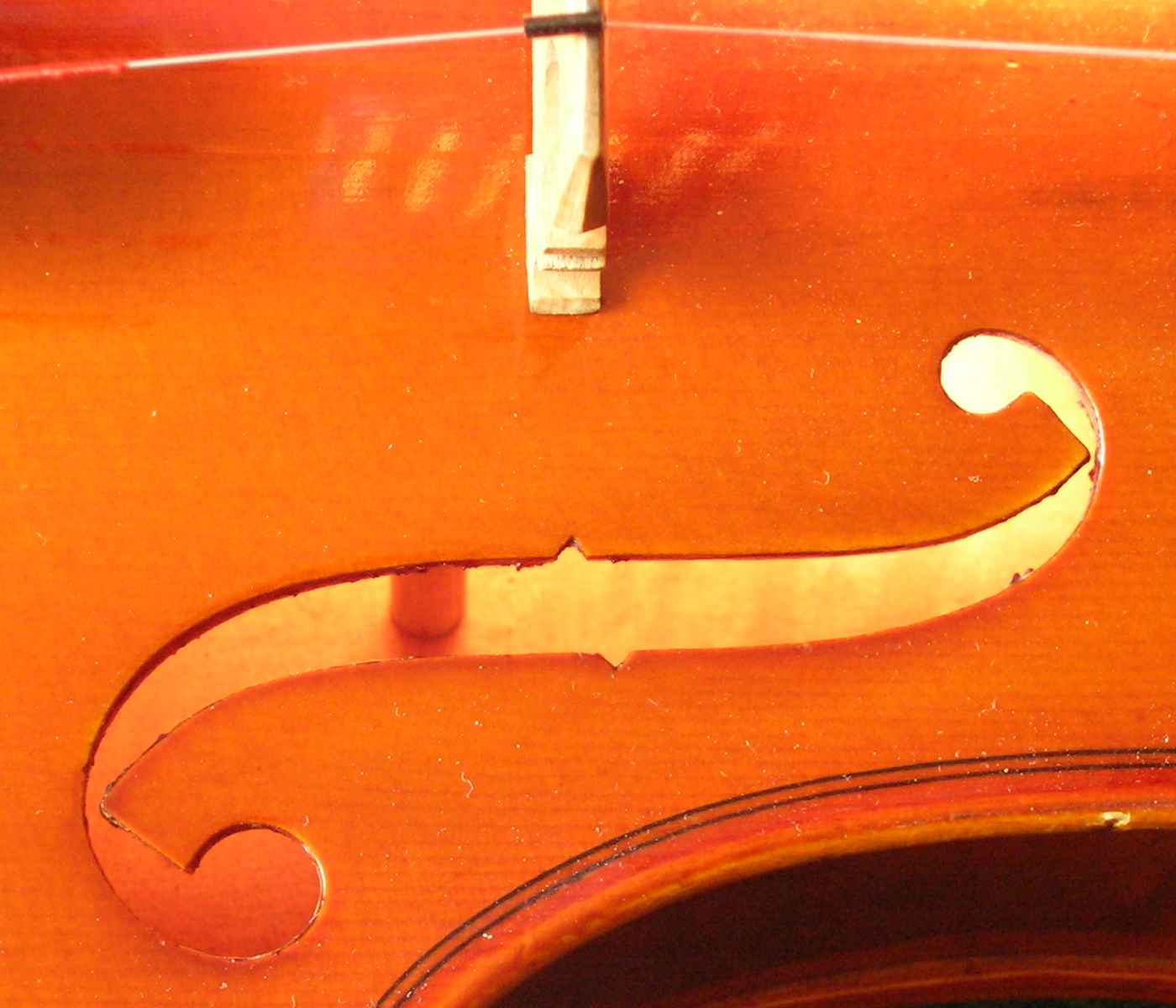
Duše houslí viditelná v průhledu pod kobylkou

Duše je štíhlý dřevěný špalíček uvnitř rezonanční skříně některých strunných, zejména smyčcových nástrojů, typicky v houslích apod. Je umístěný pod patou kobylky, kde přenáší vysoké frekvence kmitání horní desky (víka) na spodní desku (dno) rezonanční skříně (ozvučnice). Umístění špalíku je klíčové a jeho nepatrný posun může mít zřetelný vliv na kvalitu zvuku a hlasitost nástroje. Podobnou součástkou je basový trámec, který naopak přenáší nízké frekvence na horní desku.